# Lâu đài Nesvizh
Lâu đài Nesvizh hay Lâu đài Niasviž (tiếng Belarus: Нясьвіскі замак, Niasvižski zamak, tiếng Ba Lan: zamek w Nieświeżu, tiếng Litva: Nesvyžiaus pilis) là một lâu đài tư dinh của gia tộc Radziwiłł tại Nyasvizh, Belarus. Trong giai đoạn năm 1919 - 1945, khi nó vẫn nằm dưới sự kiểm soát của Ba Lan, Nesvizh được coi là một trong những lâu đài đẹp nhất ở Kresy.

## Lịch sử

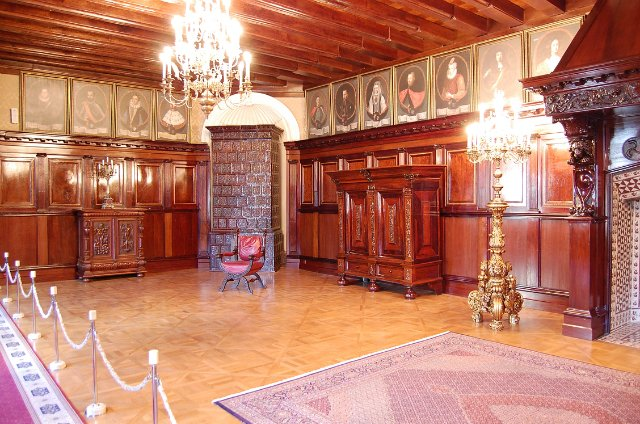
Phòng trưng bày chân dung của gia tộc Radziwiłł.

Bất động sản này thuộc sở hữu của gia tộc Radziwiłł từ năm 1533, khi được thưởng cho Mikołaj Radziwiłł và người em Jan Radziwiłł sau khi gia tộc Kiszka tuyệt tự. Vì Radziwiłł là một trong các gia tộc có vị thế và giàu có nhất Đại công quốc Litva thời đó, nên văn khố Litva sau đó đã được chuyển về lâu đài này vào năm 1551. Năm 1586, tài sản này trở thành một ordynacja (tài sản thừa kế của con trưởng).
Sau Liên minh Lublin, lâu đài trở thành một trong những nơi cư trú quan trọng nhất ở khu vực trung tâm của Khối Liên bang Ba Lan và Lietuva. Năm 1582 Mikołaj Krzysztof "Sierotka" Radziwiłł, thống chế của Litva, kiêm voivode (tổng đốc) của Trakai-Vilnius và castellan (tổng trấn) của Šiauliai, bắt đầu xây dựng một lâu đài ba tầng hoành tráng. Mặc dù công trình được xây dựng dưa trên cấu trúc cũ của một pháo đài từ thời Trung Cổ, và pháo đài cũ đã hoàn toàn biến thành một lâu đài kiểu Baroque-Phục Hưng. Việc xây dựng hoàn tất năm 1604 và một số phòng trưng bày nghệ thuật được thêm vào nửa thế kỷ sau đó. Các góc của lâu đài được tăng cường bằng bốn tháp canh hình bát giác.
Năm 1706, trong thời Đại chiến Bắc Âu, quân đội của Charles XII đã cướp bóc và phá hủy các công sự của lâu đài. Vài thập kỷ sau, gia tộc Radziwiłł đã mời một số kiến trúc sư người Đức và Ý đến để cải tạo và mở rộng thêm lâu đài. Antoni Zaleski là người đã trang trí các mặt ngoài màu vàng bằng vữa đắp hình nổi trên tường mang phong cách Baroque. Các cổng của lâu đài từ thế kỷ 16 cũng được xây dựng lại và đỉnh tháp cổng hai tầng được điểm thêm một khoang điều khiển. Trong thời gian này, ba tòa nhà riêng biệt bao quanh sân trong cũng được nối vào một cấu trúc đơn.
Công trình kiến trúc quan trọng nhất ở Nesvizh là Nhà thờ Mình Thánh Chúa (1587 đến 1603) được nối với lâu đài này bằng một đường đê ngang qua một mương nước. Nhà thờ này là nơi chứa 72 quan tài của các thành viên gia tộc Radziwiłł, mỗi thi hài được đặt trong một quan tài đơn giản được làm bằng gỗ bulô, trên mặt là huy hiệu Trąby. Nhà thờ được thiết kế bởi kiến trúc sư người Ý Gian Maria Bernardoni (1541 tới 1605) được coi là đền thờ dòng Tên đầu tiên lấy mẫu theo khuôn mẫu nhà thờ Gesù ở Roma, với mái vòm của một vương cung thánh đường và mặt tiền kiểu Baroque đầu tiên trên thế giới, đồng thời cũng là tác phẩm kiến trúc baroque đầu tiên ở Đông Âu. Nội thất của nhà thờ có chứa một số bức bích họa Baroque muộn từ những năm 1760 và bàn thờ Thập giá được thực hiện bởi các nhà điêu khắc người Venezia vào năm 1583.
Năm 1770, lâu đài Nesvizh bị quân đội Nga chiếm giữ và gia tộc Radziwiłł bị trục xuất. Ngay sau đó, Văn khố Litva được chuyển tới thành phố Sankt-Peterburg (nơi vẫn còn tồn tại đến ngày nay), còn phần lớn các tác phẩm nghệ thuật khác của lâu đài bị phân chia cho các nhà quý tộc Nga và Ba Lan. Lâu đài sau đó bị cả chủ nhân của nó lẫn quân đội Nga bỏ bê, và dần rơi vào tình trạng hư hại. Tuy nhiên, nó được trả lại cho gia tộc Radziwiłł và dần được khôi phục từ năm 1881 tới 1886, các phần bên trong của lâu đài đã được hoàng thân Anton Radziwiłł và vợ là Marie de Castellane cho tu bổ lại. Họ cũng cho thiết kế một công viên cảnh quan cảnh kiểu Anh quốc. Với diện tích hơn một kilômét vuông, đây là một trong những công viên loại hình này lớn nhất châu Âu. 

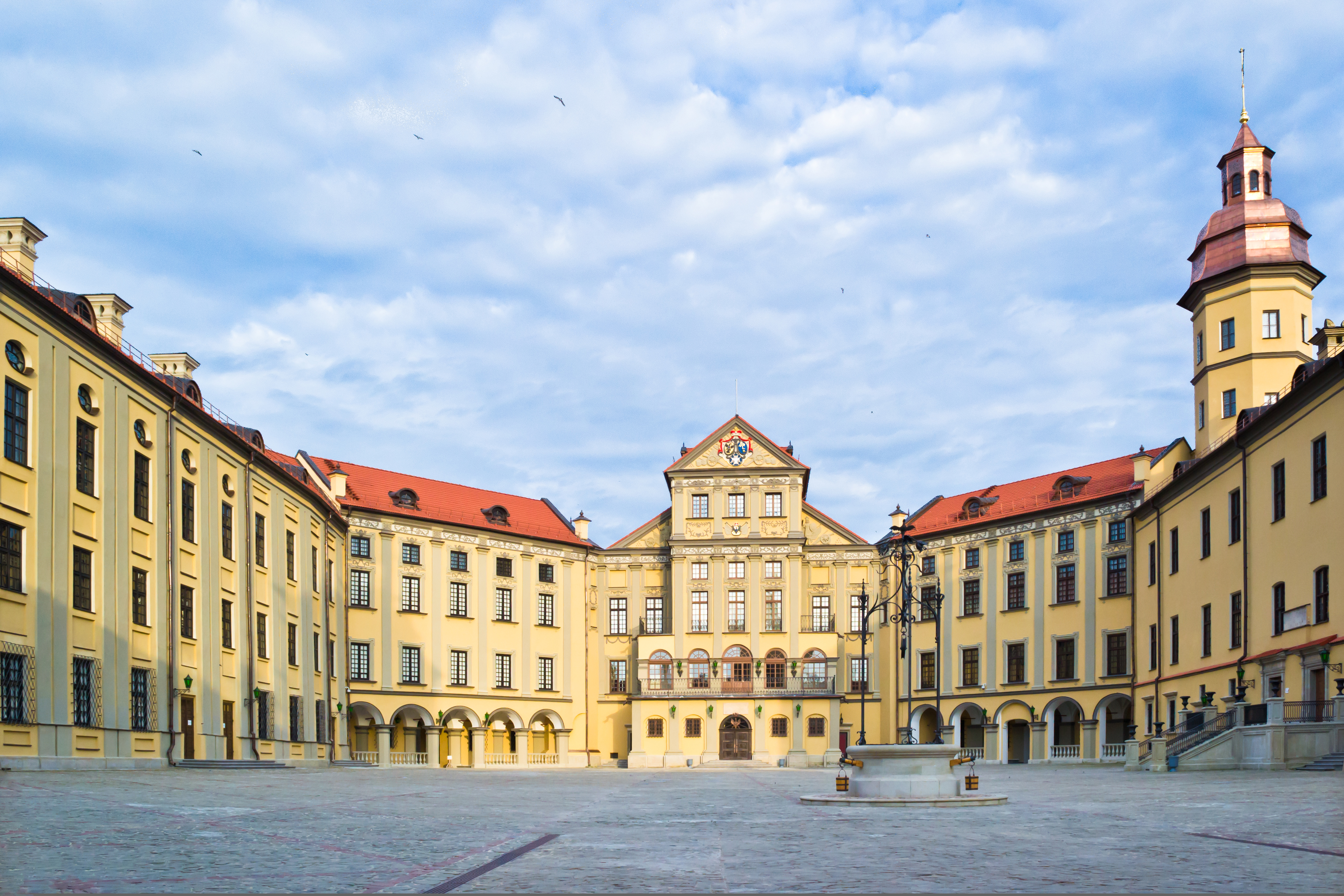
Khu đất đai của lâu đài ngày nay.

Sau Chiến tranh Nga-Ba Lan năm 1920, lâu đài và vùng đất xung quanh trở thành một phần lãnh thổ của Đệ Nhị Cộng hòa Ba Lan mới được thành lập. Trong Cuộc xâm lược Ba Lan năm 1939, gia tộc Radziwiłł lại bị Hồng quân Liên Xô trục xuất khỏi lâu đài. Trong thời Liên bang Xô Viết, lâu đài được dùng làm nơi an dưỡng trong khi công viên dần bị bỏ rơi.
Năm 1994, quần thể lâu đài này được chỉ định là Di tích lịch sử và văn hóa quốc gia. Năm 2005, quần thể lâu đài này được UNESCO đưa vào danh sách Di sản thế giới. Việc tái thiết đang diễn ra đã bị chỉ trích gay gắt là tái thiết phi lý đối với nhiều công trình kiến trúc đã bị tàn phá lâu, nhất là tháp chuông. Năm 2002 tầng trên cùng của tòa nhà cư ngụ đã bị một trận hỏa hoạn phá hủy.